# Marta Hirn
Marta Hirn, född 7 november 1903 i Paris, död 5 maj 1995 i Helsingfors, var en finländsk historiker. Hon var dotter till Yrjö Hirn.
Hirn blev filosofie magister 1948. Hon utförde sitt livsverk vid Finlands nationalmuseum, som hon knutits till redan 1923, var 1931–1949 biträdande amanuens och 1949–1970 amanuens. Som föreståndare för historiska avdelningens bildarkiv skapade Hirn ett av landets mångsidigaste personhistoriska bildarkiv, som i dag ingår i Museiverkets kulturhistoriska avdelnings bildarkiv. Genom sitt arkivarbete utvecklades hon till en av landets främsta kännare av finländskt kulturhistoriskt bildmaterial.
Sin litterära verksamhet inledde Hirn 1934. Av hennes första större bildverk utgavs Runeberg och hans värld 1937, Sveaborg genom två sekler 1948 och Runeberg i bild 1954. Hennes pro gradu-arbete Finland framstäldt i teckningar 1950 (ny upplaga 1988) blev ett grundläggande verk om den grafiska illustrationskonstens historia. Verket Från Bomarsund till Sveaborg utkom 1956 (ny upplaga 2004).
Hon utnämndes till hedersdoktor vid Helsingfors universitet 1969.